# Зграда у ул. Жарка Зрењанина бр. 21 у Вршцу
Зграда у ул. Жарка Зрењанина бр. 21 у Вршцу подигнута је око 1870. године, коју је саградио вршачки трговац Фриш и данас се налази као заштићено непокретно културно добро на листи споменика културе од великог значаја.

## Архитектура зграде
Саграђена је као приземни стамбени објекат са основом у облику ћириличног слова „Г”. Зидана је од тврдог материјала, малтерисана и бојена са кровним покривачем од бибер црепа. Садашњи изглед са стилским обележјима сецесије добила је почетком 20. века, када је и ентеријер промењен. Улична фасада издељена је плитким лизенама на седам делова. Сви отвори су правоугаоног облика, са леве стране широка улазна капија-ајнфорт, а са десне прозорски отвори у двостепено усеченим правоугаоним пољима и геометријским сецесијским украсом у доњем делу. Изнад првог кордонског венца, који је у облику широке равне траке, налазе се правоугаона поља у којима је изнад прозора, у правоугаоним касетама, пластични украс са флоралним мотивима. На месту сусрета лизена и поткровног фриза су украсне конзоле које носе венац. Пролаз ајнфорта је богато украшен плитким правоугаоним нишама изнад којих су лучно завршена поља са богатим флоралним украсом.
Поред ајнфорта, са дворишне стране, налази се двоспратна кула са лименим кровом и дрвеним горњим делом. У ентеријеру зграде, посебно код гипсаних радова и столарије, такође је богато коришћен репертоар сецесијског стилизованог украса.
Конзерваторски радови на објекту изведени су 2005. године.